# Smilax tamnoides
Smilax tamnoides är en enhjärtbladig växtart som beskrevs av Carl von Linné. Smilax tamnoides ingår i släktet Smilax och familjen Smilacaceae. Inga underarter finns listade.

## Bildgalleri

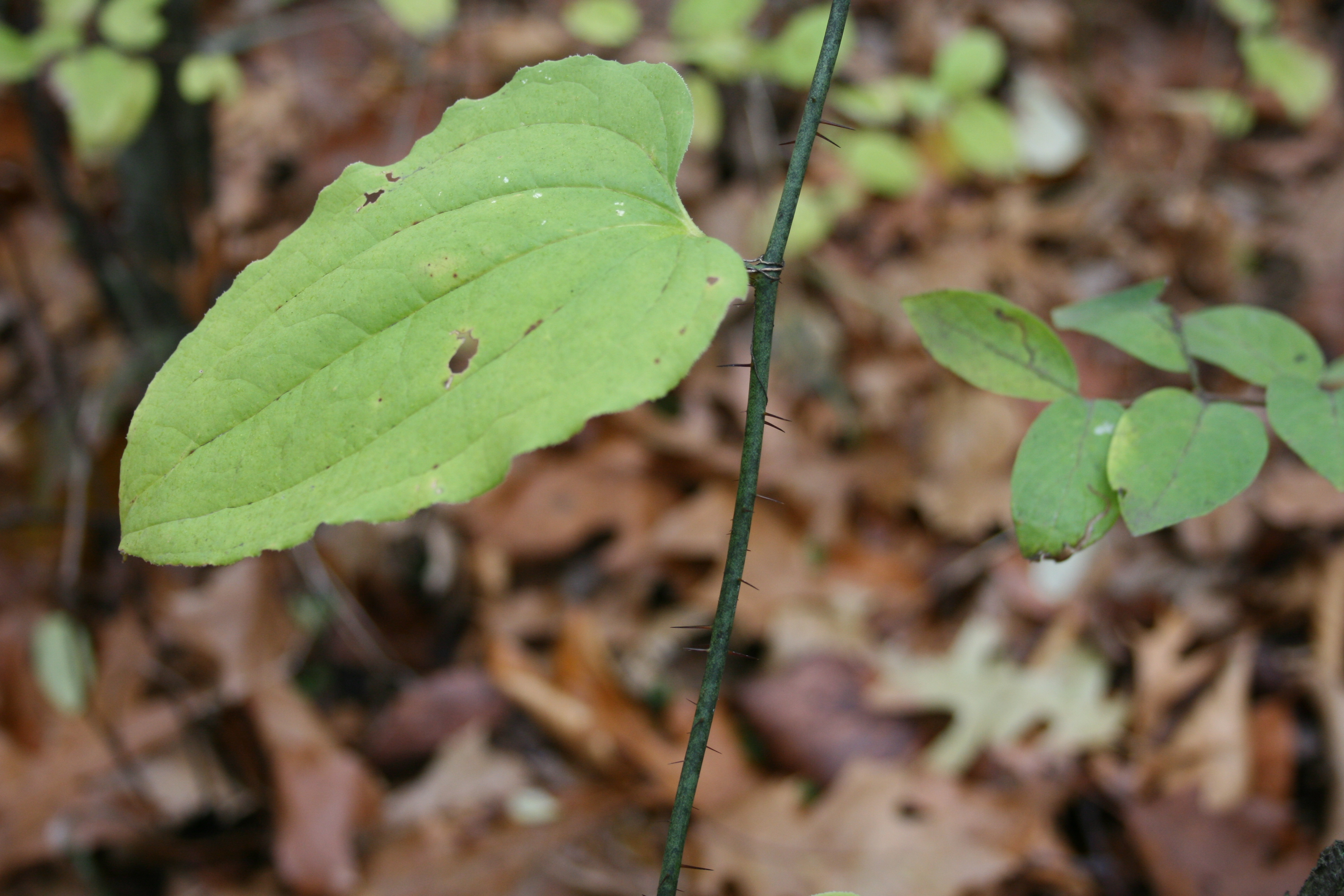